# Antonin Wranitzky
Antonin Wranitzky (Nová Říše, avui Neureisch, Moràvia, 13 de juny de 1761 – Viena, Àustria, 6 d'agost, 1820) fou un violinista i compositor austríac.
Deixeble d'Albrechtsberger, Mozart i Haydn, fou mestre de capella del príncep Lobkowitz i professor molt estimat de violí.
El seu germà Paul Wranitzky (1756-1808), també va ésser un compositor famós.

## Obres
- 2 Misses,
Un Concert per a violí,
6 Quintets,
15 Quartets, per a instruments d'arc,
Variacions i sonates per a violí,
Un Mètode per a violí.